# Viaduc du Montenvers

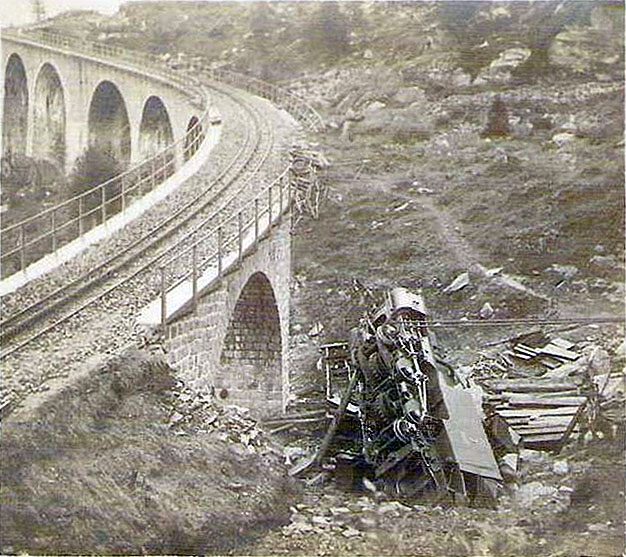
L'accident de 1927.

Le viaduc du Montenvers est un viaduc ferroviaire situé sur le Chemin de fer du Montenvers, qui relie Chamonix-Mont-Blanc au Montenvers, près de la Mer de Glace. Il mesure 152 m de long et comporte 11 arches.
Il possède un profil en S, avec une courbe de 80 m de rayon puis une contre-courbe de 90 m. Il est situé en pente de 219 mm/m. Il a été construit en 1906 et est en métal, béton et goudron.
Le 25 août 1927, un accident tragique survint peu après le départ du Montenvers. La locomotive qui allait au Montenvers dérailla et tomba du viaduc avec la première voiture. L'accident fit 22 morts et 25 blessés graves[réf. nécessaire].